# A notti è fatta dinnu...
A notti è fatta dinnu... è il primo album del gruppo calabrese dei QuartAumentata uscito nel 1999.

## Formazione
- Paolo Sofia - voce
- Salvatore Gullace - chitarra, mandolino, charango, nashtakar, cori
- Giuseppe Platani - basso
- Massimo Cusato - percussioni, batteria

### Altri musicisti
- Danilo Gatto
- Nino Racco

## Tracce
1. U Suli – 6:06 (testo: Ammendolea – musica: Platani)
2. Pumadora a prunu – 2:43 (testo: Napoli – musica: Platani)
3. A notti – 3:31 (testo: Ammendolea – musica: Platani)
4. U Ventu – 5:14 (testo: Ammendolea – musica: Platani)
5. Veni sonnu – 4:38 (testo: Platani – musica: Platani)
6. Liscio comu all'ogghju – 4:16 (testo: Platani – musica: Sofia)
7. Maria – 2:34 (testo: Ammendolea – musica: Platani)
8. Lu Surtanu – 3:43 (testo: Ammendolea – musica: Platani)
9. Nu Cantu – 2:50 (testo: Macrì – musica: Platani)
10. A nigghjata – 3:49 (testo: Macrì – musica: Platani)
11. Amico Mio – 5:05 (testo: Platani – musica: Platani)